# كارول كيد
كارول كيد (بالإنجليزية: Carol Kidd)‏ هي مغنية بريطانية، ولدت في 19 أكتوبر 1945 في غلاسكو في المملكة المتحدة.

## وصلات خارجية
- الموقع الرسمي
- كارول كيد على موقع IMDb (الإنجليزية)
- كارول كيد على موقع ميوزك برينز (الإنجليزية)
- كارول كيد على موقع أول ميوزيك (الإنجليزية)
- كارول كيد على موقع ديسكوغز (الإنجليزية)